# Robert Ressler
Robert Kenneth Ressler (Chicago, Illinois, 15 de febrero de 1937 - Condado de Spotsylvania, Virginia, 5 de mayo de 2013) fue un agente del FBI y escritor estadounidense. Jugó un papel destacado en la creación de perfiles psicológicos de delincuentes violentos en los años setenta y a menudo se le acredita como el creador del término "asesino en serie", aunque la expresión es la traducción directa del término alemán Serienmörder acuñada en 1930 por el investigador de Berlín Ernst Gennat. Luego de retirarse del FBI, escribió varios libros sobre asesinatos en serie y frecuentemente ofrecía conferencias sobre criminología.

## Biografía
Robert Ressler creció en la Avenida North Marmora en Chicago, Illinois, y se graduó de la secundaria Carl Schurz, promoción de 1955. Era hijo de Joseph, trabajador de seguridad y mantenimiento del Chicago Tribune, y Gertrude Ressler. A temprana edad Robert mostró interés en los asesinos, siendo ávido lector de los artículos del Tribune titulados "El asesino del labial". Ressler afirma que sintió más fascinación que miedo con este reconocido asesino, así como lo maravillaban otros asesinos en sus años en el FBI. Su fascinación se vio reforzada años después por John Wayne Gacy, quien había crecido en el mismo vecindario de Ressler y estuvo en los Niños Exploradores con él. Ressler asistió dos años a la universidad pública antes de unirse al Ejército de los Estados Unidos y fue enviado a Okinawa. Después de dos años en el ejército, Ressler decidió inscribirse en la Escuela de Criminología y Administración Policial en la Universidad Estatal de Míchigan. Alcanzó el título de licenciado e inició un posgrado, pero solo culminó un semestre antes de volver al ejército como oficial, habiendo un programa ROTC (Cuerpo de Entrenamiento de Oficiales de Reserva) en el estado de Míchigan.

## Carrera militar
Ressler prestó servicio en el Ejército de los Estados Unidos de 1957 a 1962 como capitán preboste de un pelotón de policías militares en Aschaffemburgo, como lo afirma en su autobiografía Whoever Fights Monsters. Estuvo a cargo de resolver casos como homicidios, robos e incendios provocados. Luego de cuatro años en Alemania, Ressler decidió dejar el cargo y fue reasignado como Comandante de la División de Investigación Criminal (CID) en Fort Sheridan. Fue entonces cuando volvió a la Estatal de Míchigan a cuminar su carrera en la administración policial, subsidiada por el ejército, a cambio de dos años más de servicio luego de su graduación. Después de recibir su título, prestó un año de servicio en Tailandia y un año en Fort Sheridan, donde culminó su carrera militar como Mayor del ejército y se fue al Buró de Investigación Federal (FBI).

## Experiencia en el FBI
Ressler se unió al FBI en 1970 y fue reclutado por la Unidad de Ciencias del Comportamiento, que se encarga de armar perfiles psicológicos de criminales violentos, como violadores y asesinos en serie, que eligen víctimas al azar.
Entre 1976 y 1979, Ressler y el coordinador de perfiles criminales de la Unidad de Ciencias del Comportamiento, John Douglas, organizaron las entrevistas de treinta y seis asesinos en serie encarcelados con la finalidad de hallar similitudes en los antecedentes y motivos de esos criminales. Además, Ressler y el detective retirado Pierce Brooks del Departamento de Policía de Los Ángeles fueron el equipo creador del Vi-CAP (Programa de Aprehensión de Criminales Violentos). Este consiste en una base de datos centralizada y computarizada de homicidios sin resolver. La información se recopila de las fuerzas de policía locales y cruza referencias con otros homicidios sin resolver en Estados Unidos. Partiendo de la base que muchos asesinos en serie atacan a víctimas similares con un mismo método (modus operandi), se espera captar muy temprano cuando un asesino está cometiendo crímenes en distintas jurisdicciones. Este fue principalmente la respuesta a la aparición de asesinos nómadas que cometían crímenes en zonas diferentes. Mientras el asesino se mantenía en movimiento, las fuerzas policiales de cada estado no estarían al tanto que habría múltiples víctimas y estarían investigando homicidios individuales, separadas de otras fuerzas policiales con crímenes similares. Vi-CAP ayudaría a las fuerzas policiales independientes si estaban en las búsqueda del mismo perpetrador y así pudieran compartir y correlacionar información entre ellas, aumentando la posibilidad de identificar a un sospechoso.
Él trabajó en muchos casos de homicidios en serie, como Jeffrey Dahmer, Ted Bundy, Richard Chase, John Joubert y Montie Rissell.
Robert Ressler formuló una clasificación de asesinos en serie, que dividía en:
- Asesinos seriales organizados: muestran una secuencia y lógica en sus actos. Sus asesinatos son previstos y planificados. Su nivel de inteligencia es normal o superior al término medio.

- Asesinos seriales no organizados: no muestran una lógica en sus actos. Presentan síntomas de psicosis o esquizofrenia. Sus reacciones son simultáneas, impulsivas, no planificadas ni previstas. Sus crímenes se caracterizan por la atrocidad con la que se realizan.

## Retiro y fallecimiento
Ressler se retiró del FBI en 1990 y escribió varios libros sobre asesinatos en serie. Fue muy activo en conferencias a estudiantes y fuerzas policiales sobre criminología y en 1993 fue invitado a Londres para asistir en la investigación de los asesinatos cometidos por Colin Ireland. En 1995, Ressler conoció a la perfiladora sudafricana Micki Pistorius, en una conferencia en Escocia, y ella lo invitó a reseñar su investigación de los "Asesinatos ABC", llamados así por ocurrir en los suburbios de Johannesburgo llamados Atteridgeville, Boksburg y Cleveland. Un hombre llamado David Selepe había fallecido bajo custodia policial mientras era investigado por los asesinatos de Cleveland, antes del descubrimiento de los crímenes de Atteridgeville y Boksburg, y las autoridades temían que habían matado a un hombre inocente mientras el verdadero culpable seguía libre. Ressler creyó que Selepe sí era el responsable de los asesinatos de Cleveland, bien solo o con un cómplice, y los asesinatos de Atteridgeville y Boksburg habían sido cometidos por el mismo criminal, pero que este no estaba involucrado en los asesinatos de Cleveland. También señaló que el asesino de Atteridgeville-Boksburg estaba ganando confianza con cada asesinato y contactaría a los medios. Como lo predijo, el asesino en serie Moses Sithole llamó al diario sudafricano The Star para adjudicarse la autoría de los asesinatos de Atteridgeville y Boksburg, poco después que Ressler dejó el caso.
La visita de Ressler a Ciudad Juárez en México, para investigar los feminicidios activos ocurriendo allí, sirvió como inspiración para el personaje Albert Kessler en la novela de Roberto Bolaño titulada 2666.
Ressler falleció en su casa en el condado de Spotsylvania, Virginia, el 5 de mayo de 2013, producto del Parkinson, a los 76 años de edad.
Un guion adaptado del libro de su colega John E. Douglas, Cazador de mentes: Dentro de la unidad de élite de crímenes en serie del FBI fue aceptado por Netflix. En Mindhunter, el actor Holt McCallany interpreta al agente especial Bill Tench, personaje principal inspirado en Ressler. En 2021, Ressler fue interpretado por Jake Hays en Ted Bundy: American Boogeyman. En 2024, Ressler fue interpretado por Sean Cameron Michael en la serie criminal sudafricana Catch Me a Killer.

## Obras
- 1988: Sexual Homicide: Patterns and Motives, con John E. Douglas y Ann W. Burgess
- 1992: Crime Classification Manual, con John Douglas, Ann W. Burgess y Allen G. Burgess
- 1992: Asesinos en serie (Whoever Fights Monsters: My Twenty Years Tracking Serial Killers for the FBI), con Tom Shachtman
- 1994: Justice Is Served, con Tom Shachtman
- 1998: Dentro del monstruo (I Have Lived in the Monster), con Tom Shachtman